# 파비오 테스티

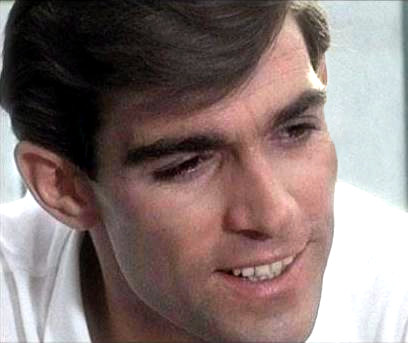

파비오 테스티(Fabio Testi, 1941년 8월 2일 ~ )는 이탈리아의 배우, 가수, 영화배우이다.

## 출연 작품

### 영화
- 이블데드 2020 (2019년) - 제일러 역
- 첫 눈에 반한 사랑 (2010년) - 피에트로 몬티첼리 역
- 로드 투 노웨어 (2010년) - 네스터 듀런 역
- 레터스 투 줄리엣 (2010년) - 카운트 로렌조 역
- 컨스피러시 오브 엘 에스꼬리얼 (2007년)
- 불량경찰3: 부정부패 소탕작전 (2005년)
- 사랑 속의 범죄 (1994년)
- 최후의 살인 청부 (1992년)
- 사랑과 욕망 (1985년)
- 폭풍의 왕국 (1985년)
- 의혹의 메세지 (1984년)
- 쉬 (1980년)
- 인헤리턴스 (1976) - 마리오 역
- 빅 라켓 (1976년)
- 중요한 건 사랑한다는 거야 (1975년)
- 나다 (1974년)
- 리볼버 (1973년)
- 국경선 모텔 (1973년)
- 왓 해브 유 돈 투 솔란지? (1972년)
- 암흑가의 최후 (1972년)
- 핀치 콘티니의 정원 (1970년)
- 사막의 특공대 (1969년)
- 옛날 옛적 서부에서 (1968년)

### 텔레비전
- 줄리아 내 사랑 (1989, Disperatamente Giulia)